# Rimae Prinz
Rimae Prinz – grupa rowów  na powierzchni Księżyca o średnicy około 80 km. Znajduje się na obszarze Oceanus Procellarum na współrzędnych selenograficznych ☾ 27,0°N 43,0°W/27,000000 -43,000000. Nazwa tego systemu kanałów została nadana w 1964 roku przez Międzynarodową Unię Astronomiczną i pochodzi od pobliskiego krateru Prinz.